# Velódromo de Zúrich Oerlikon
El Velódromo de Zúrich Oerlikon (en alemán:Offene Rennbahn Zürich-Oerlikon) es un velódromo al aire libre situado en la ciudad de Zúrich, en el sector de Oerlikon, en Suiza. Construido en 1912, es la instalación deportiva más antigua todavía en uso en Suiza. Su pista tiene una longitud de 333 metros y sus vueltas están inclinadas a 44,5 grados. La tribunas tienen capacidad para 3.000 espectadores. El Velódromo ha albergado varios campeonatos del mundo de ciclismo en pista, incluyendo las ediciones de 1923, 1929, 1936, 1946, 1953, 1961 y 1983.